# 鲁道夫·冯·阿尔文斯列本 (少将)

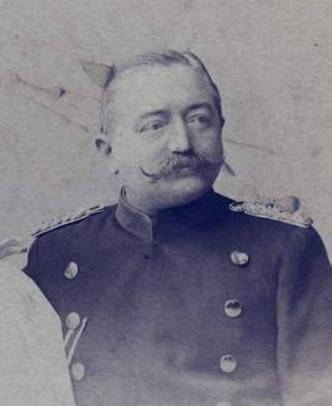
鲁道夫·冯·阿尔文斯列本

鲁道夫·阿图尔·赫尔曼·冯·阿尔文斯列本（Ludolf Arthur Herman von Alvensleben，1844年11月11日—1912年12月8日）是一位普鲁士陆军少将，出身于德国贵族家族冯·阿尔文斯列本家族。他的妻子是里库女男爵安托瓦内特（Antoinette, Baroness of Ricou，1870-1950），二人育有四子，其中包括逃脱法律制裁的纳粹战犯鲁道夫·冯·阿尔文斯列本。鲁道夫·冯·阿尔文斯列本曾参与1864年的普丹战争、1866年的普奥战争以及1870-1871年的普法戰爭。